# Åsa Svensson (trav)
Åsa Monica Josefin Svensson, född 7 mars 1975, är en svensk montéryttare, travkusk och travtränare. Hon innehar licens vid Mantorptravet och tränar idag (2018) ett mindre antal hästar själv. Hon är mest känd för att ha nått stora framgångar som ryttare med hästen Hot Tub i montélopp.

## Karriär
Svenssons travkarriär började då hon var 19 år gammal och tog amatörlicens. Under första året tog hon fyra segrar på nio starter. Första segrarna kom tillsammans med hennes pappas häst Loc Canyon.

### Monté
Åsa Svensson red uppvisningslopp i monté redan som 16-åring, långt innan tävlingsformen blev tillåten år 2004. Hon red sin första montévinnare bara en månad efter montépremiären i Sverige. Segerraden inleddes med hästen Son of A Wich på Kalmartravet den 9 juli 2004.
Svensson har vunnit de flesta stora montélopp i Sverige, bland annat Monté-SM (2009, 2011), Åby Stora Montépris (2011, 2012) och Olympiamontén (2012, 2017). Tillsammans med hästen Hot Tub, tränad av Marcus Öhman vann hon bland annat Monté-SM (2011), Olympiamontén (2012) och Åby Stora Montépris (2011). 
Hon har blivit montéchampion tre år i rad (2011, 2012, 2013). Sin 200:e montéseger tog hon tillsammans med hästen Felix V.M. den 4 juni 2016 på hemmabanan Mantorp.
Den 15 april 2016 blev Svensson tillsammans med Iina Aho, Nathalie Blom och Emilia Leo inbjuden att rida Maltas första montélopp.